# Neritina
Neritina Lamarck, 1816 è un genere di molluschi gasteropodi della famiglia Neritidae.
Sono piccole lumache d'acqua salmastra con opercolo, che si adattano a vivere anche in acqua completamente dolce, nonostante non siano in grado di riprodursi in acque non salate.

## Tassonomia
Le specie di Neritina attualmente riconosciute sono:
- Neritina aloeodus F. Sandberger, 1860 †
- Neritina ambrosana Stephenson in Stephenson & Stenzel, 1952 †
- Neritina arcifer Mörch, 1872
- Neritina asperulata (Récluz, 1843)
- Neritina bannisteri Meek, 1873 †
- Neritina baptista White, 1878 †
- Neritina baueri Stanton, 1916 †
- Neritina beckii (Récluz, 1841)
- Neritina bellatula Meek, 1873 †
- Neritina bidens F. Sandberger, 1870 †
- Neritina brevispira F. Sandberger, 1871 †
- Neritina brongnartina Matheron, 1843 †
- Neritina bruneri White, 1882 †
- Neritina canalis G. B. Sowerby I, 1825
- Neritina carditoides Meek, 1873 †
- Neritina cenomanensis Repelin, 1902 †
- Neritina cornuta Reeve, 1856
- Neritina disparilis Vincent, 1930 †
- Neritina edentula Dall, 1892 †
- Neritina elephantina Wesselingh, 2003 †
- Neritina etheridgei Roxo, 1924 †
- Neritina fischeri Brunner, 1848 †
- Neritina fulminifera F. Sandberger, 1861 †
- Neritina gentili Pallary, 1901 †
- Neritina hamuligera Troschel, 1837
- Neritina headonensis (Symonds, 2006) †
- Neritina hoeseltensis (Marquet et al., 2008) †
- Neritina immersa E. von Martens, 1861
- Neritina inequidentata Recluz, 1850 †
- Neritina inornata F. Sandberger, 1870 †
- Neritina insolita Stephenson in Stephenson & Stenzel, 1952 †
- Neritina iris Mousson, 1849
- Neritina janetabbasae Eichhorst, 2016
- Neritina knorri (Récluz, 1841)
- Neritina lautricensis (Noulet, 1857) †
- Neritina levesquei Recluz, 1850 †
- Neritina linthae (Locard, 1893) †
- Neritina lutea Zittel, 1863 †
- Neritina malescoti Vasseur, 1882 †
- Neritina mariae Handmann, 1887 †
- Neritina maxwellorum Beu & B. A. Marshall, 2011 †
- Neritina narbonensis (Noulet, 1858) †
- Neritina ortoni Woodward, 1871 †
- Neritina pachyderma Sandberger, 1875 †
- Neritina patricknuttalli Wesselingh, 2003 †
- Neritina petitii (Récluz, 1841)
- Neritina philippsoni Oppenheim, 1894 †
- Neritina pilisensis (Báldi, 1973) †
- Neritina porcata Gould, 1847
- Neritina powisiana (Récluz, 1843)
- Neritina primordialis Repelin, 1902 †
- Neritina pulligera (Linnaeus, 1767)
- Neritina puncta Etheridge, 1879 †
- Neritina roxoi de Greve, 1938 †
- Neritina sanctifelicis Doncieux, 1908 †
- Neritina sandalina (Récluz, 1842)
- Neritina sanguinea G. B. Sowerby II, 1849
- Neritina squamaepicta (Récluz, 1843)
- Neritina squamulifera Sandberger, 1872 †
- Neritina staffinensis Forbes, 1851 †
- Neritina stumpffi Boettger, 1890
- Neritina subangularis Sandberger, 1860 †
- Neritina supraoligocaenica (Báldi, 1973) †
- Neritina veldiensis (Roemer, 1839) †
- Neritina vetranici (Brusina, 1902) †
- Neritina volvilineata White, 1876 †
- Neritina zigzag Lamarck, 1822

## Uso negli acquari
È alghivora e questo la rende molto apprezzata dagli acquariofili di tutto il mondo insieme ad un'altra lumaca d'acqua dolce, l'Ampullaria. Il suo guscio può avere vari disegni nonostante la più diffusa e commercializzata, la Neritina zebra, presenta un disegno striato nero e marrone. Per avere un sano sviluppo del guscio è necessaria un'acqua con ph tra 7 e 8 e una piccola percentuale di calcio nell'acqua dove si intende allevarla. Inoltre sopporta bene le temperature da 20 ai 28 gradi ma soffre molto al di fuori di questo range. Raggiunge le dimensioni massime di 2 cm.